# Chã (Montalegre)
Chã ist eine Gemeinde (Freguesia) im portugiesischen Kreis (Concelho) von Montalegre. In ihr leben 701 Einwohner (Stand 19. April 2021).

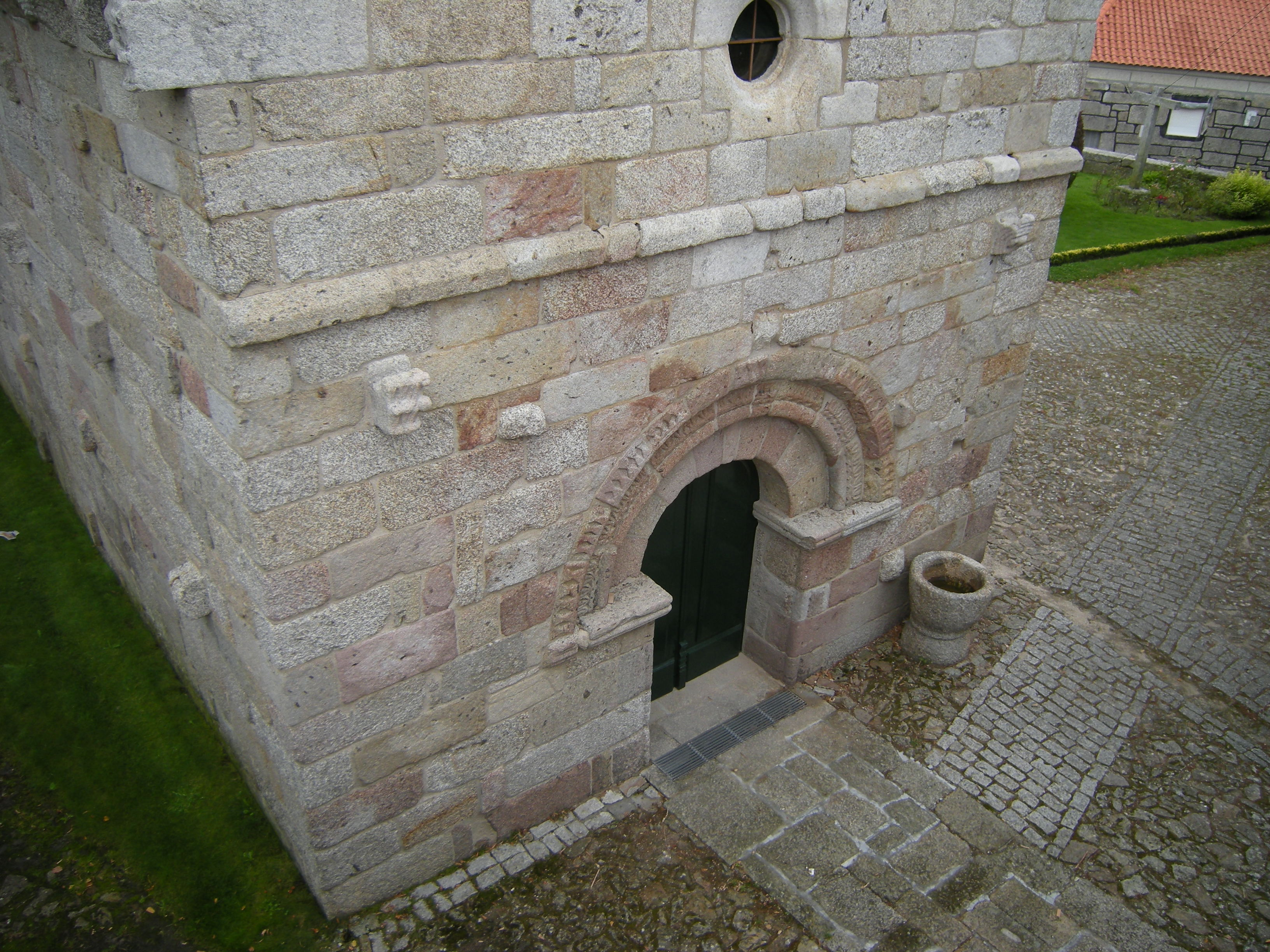
Die Kirche Igreja de São Vicente

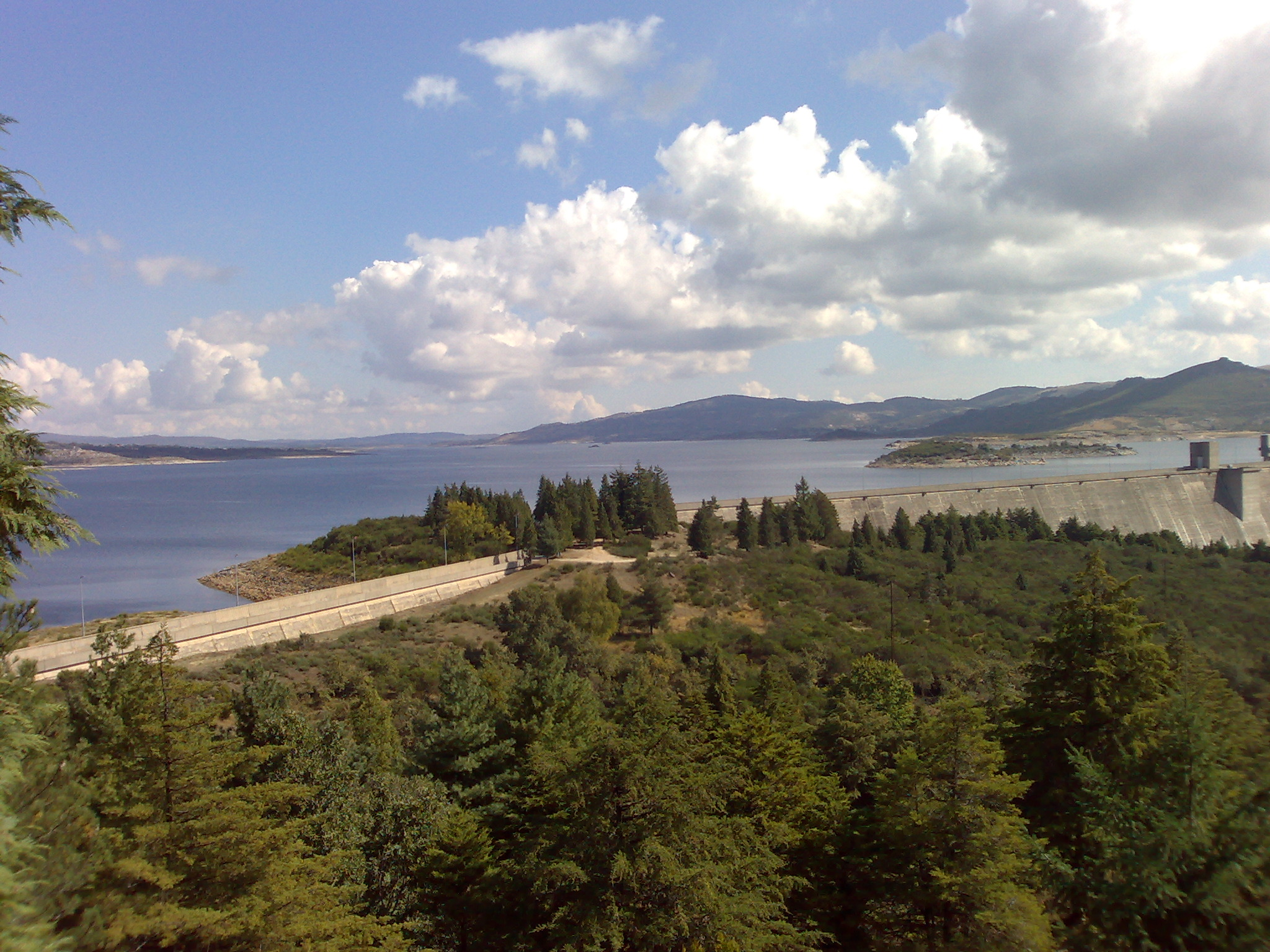
Der Stausee Barragem do Alto Rabagão

## Geschichte
Die Römer funktionierten hier existierende Tempel der Lusitanier in eigene Kultstätten um, und durch das heutige Gemeindegebiet lief eine Römerstraße.
Im 18. Jahrhundert war Chã bereits eine eigene Gemeinde und gehört seit 1852 zum Kreis Montalegre.

## Kultur, Sport und Sehenswürdigkeiten
Die romanische Kirche Igreja de São Vicente aus dem 10. Jahrhundert ist eines der wenigen Beispiele einer zweischiffigen Kirche. Neben weiteren Sakralbauten steht in der Gemeinde noch eine Römerbrücke unter Denkmalschutz.
Gelegen am Stausee Barragem do Alto Rabagão (auch als Barragem dos Pisões bekannt), sind dort eine Vielzahl Bade- und Wassersportmöglichkeiten gegeben. Insbesondere Angeln ist dort beliebt, und auch Angeltouristen kommen hier her.

## Verwaltung
Chã ist Sitz einer gleichnamigen Gemeinde. Folgende Ortschaften befinden sich in ihr:
- Aldeia Nova de São Mateus
- Aldeia Nova do Barroso
- Castanheira da Chã
- Fírvidas
- Gralhós
- Lage Gorda
- Medeiros
- Peireses
- Penedones
- São Vicente da Chã
- Torgueda
- Travassos da Chã

## Söhne und Töchter
- Francisco Esteves Dias (1920–1977), Bischof von Luso (Angola)